# Zeinab Mokalled
Zeinab Mokalled (Jarjou, 1936) is een Libanees milieuactiviste.

## Biografie
Mokalled werd in 1936 geboren in het dorp Jarjou in het district Nabatiye en behaalde haar basiscertificaat (Sertifica) in 1949 in Libanon. Daarna behaalde ze haar onderwijscertificaat in 1955 en begon te werken als lerares. Mokalled werkte als lerares op verschillende scholen, eerst in de Al-Musaytbeh School en meisjesschool in Nabatiye en vervolgens in de Arabsalim Public School in 1958 waar ze bleef tot 1970.  In 1970 studeerde af met een mastergraad in Arabische literatuur. Na het behalen van haar masterdiploma studeerde ze Arabische literatuur aan de Al-Sabah High School en behaalde een PhD. In het jaar 2000 ging ze met pensioen.

## Activisme
In 1985 werd het dorp Arabsalim waar Zeinab Mokalled woonde in Zuid-Libanon bezet door Israëlische troepen. Als gevolg hiervan stopten de gemeentelijke vuilnisophaaldiensten en de volgende jaren stapelde het afval van de stad zich op in de straten. Halverwege de jaren negentig vroeg Mokalled hulp aan de provinciegouverneur om de groeiende afvalcrisis op te lossen, maar deze weigerde te helpen. Omdat ze zich realiseerde dat de lokale overheid niet zou helpen, besloot ze om vrouwen te rekruteren om het probleem op te lossen. Haar vriendin Khadija Farhat kocht een vrachtwagen voor het vervoeren van afval en daarna gingen ze van deur tot deur om andere vrouwen te overtuigen om hen te helpen met het verzamelen en sorteren van afval. Tientallen vrouwen meldden zich aan en begonnen afval te verzamelen. Mokalleds eigen tuin werd ingericht als sorteerruimte voor recycling. Omdat ze geen steun van hun lokale overheid kregen, besloten de vrijwilligers alles zelf te betalen.
Drie jaar na de start van het project zorgde de gemeentelijke overheid voor een paar recyclingbakken en wat land, zodat Zeinab haar tuin niet meer hoefde te gebruiken. Het was de eerste en meteen ook de laatste bijdrage van de lokale overheid.
Mokalled richtte de ngo Nedaa Al-Ard op (Arabisch voor 'de roep van de Aarde'). De vrouwen van Arabsalim houden hun straten schoon en veilig en ze sorteren en recyclen glas, papier en plastic. Het recyclingprogramma loopt al meer dan 20 jaar zonder overheidssteun, met een kleine vijftig actieve vrijwilligers die zelf een jaarlijkse bijdrage leveren. Begin 2017 werd een project opgestart om afval om te zetten in compost, wat lastig is in het droge Libanon. Het project, de productie van organische mest uit wormen, was een initiatief binnen het project "Environmentally Friendly Ideas" van het Ontwikkelingsprogramma van de Verenigde Naties. Haar dorp werd een modeldorp in afvalbeheer in Libanon, vooral omdat het land te kampen heeft met een complexe afvalcrisis.